# Vitis aestivalis
Vitis aestivalis, auch Sommerrebe genannt, ist eine Pflanzenart aus der Gattung Weinreben (Vitis) innerhalb der Familie Weinrebengewächse (Vitaceae). Sie ist in den USA verbreitet. Diese Wildrebe wurde häufig zur Kreuzung von Hybridreben verwendet. 

## Beschreibung

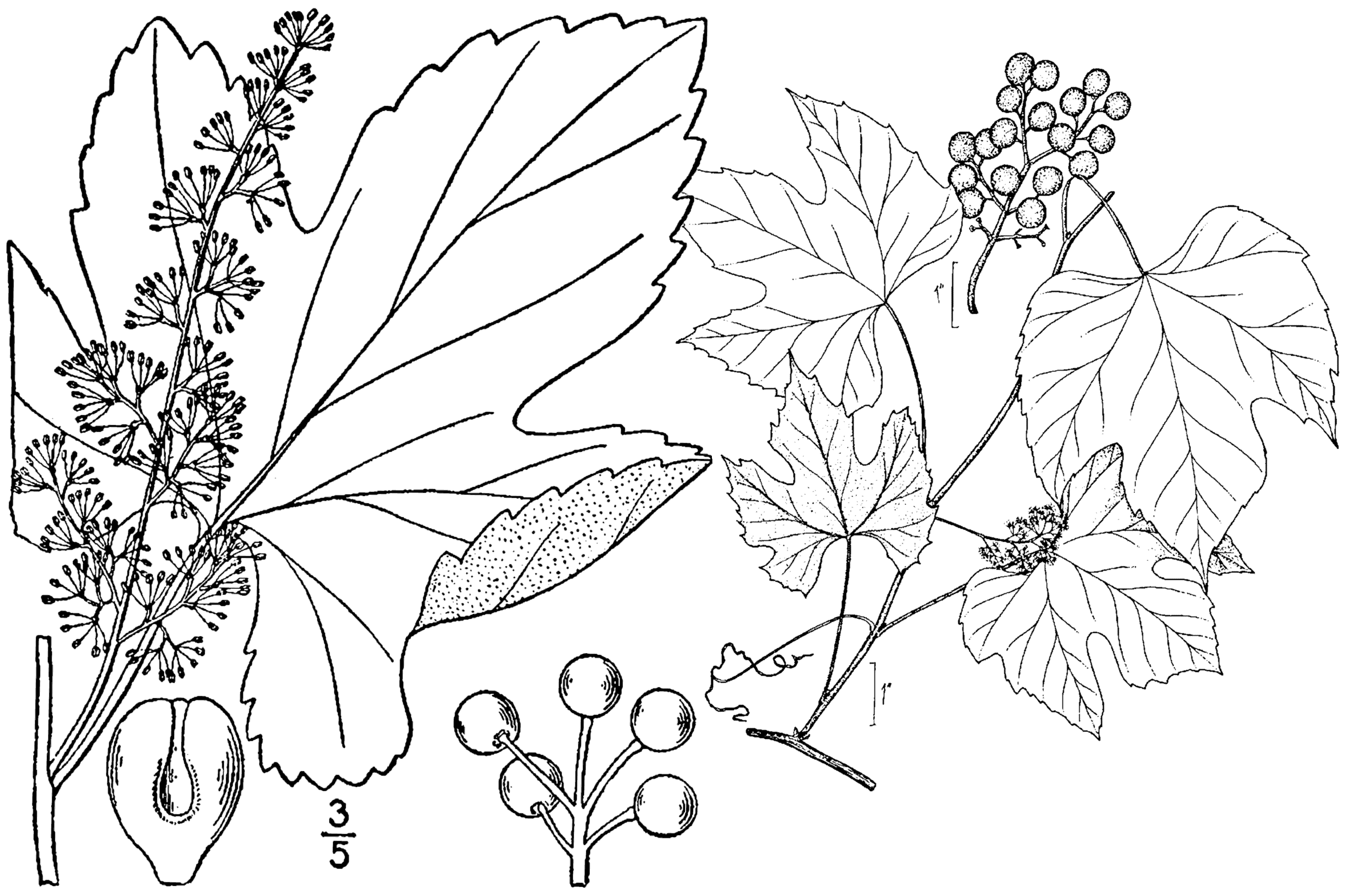
Illustration

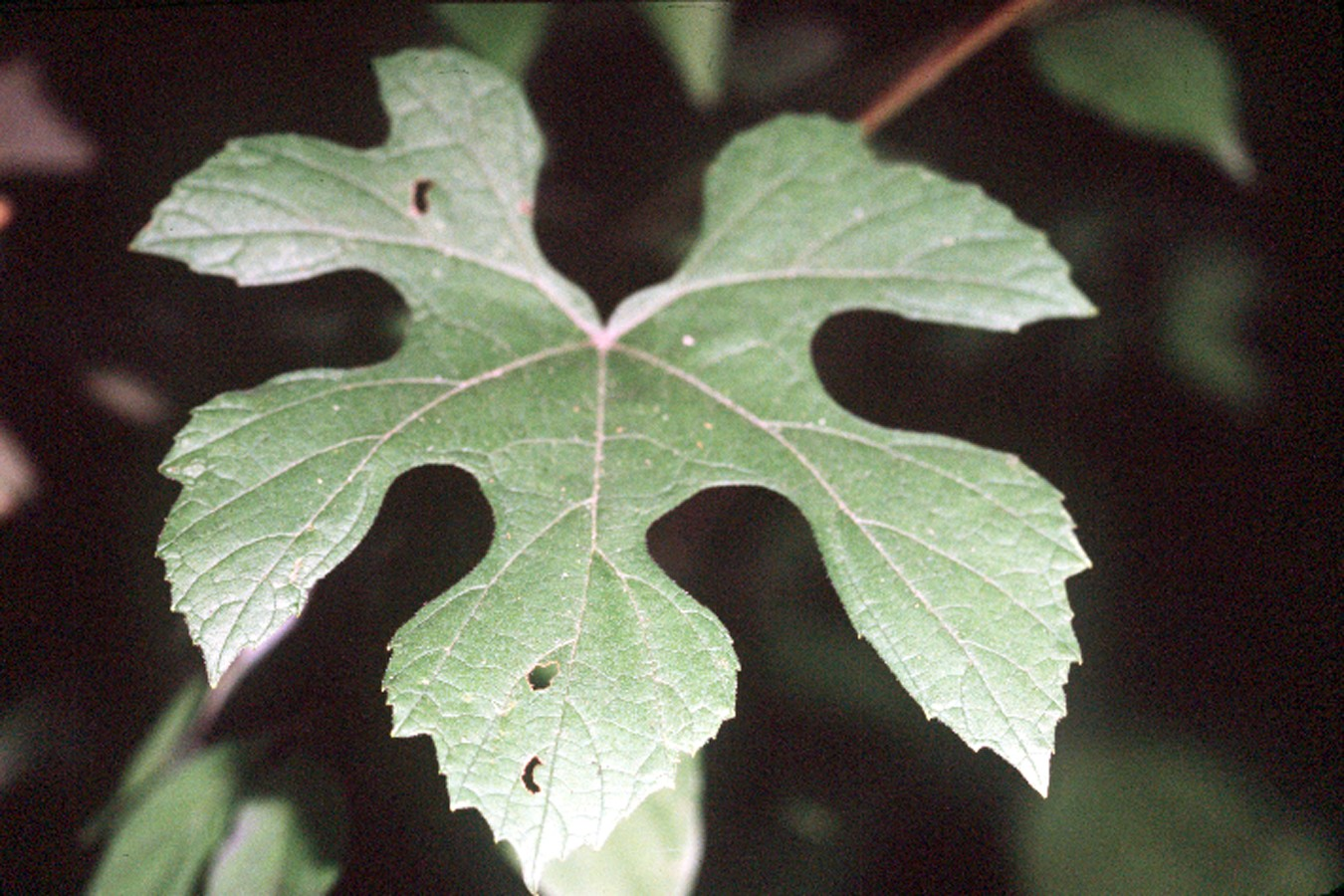
Laubblatt

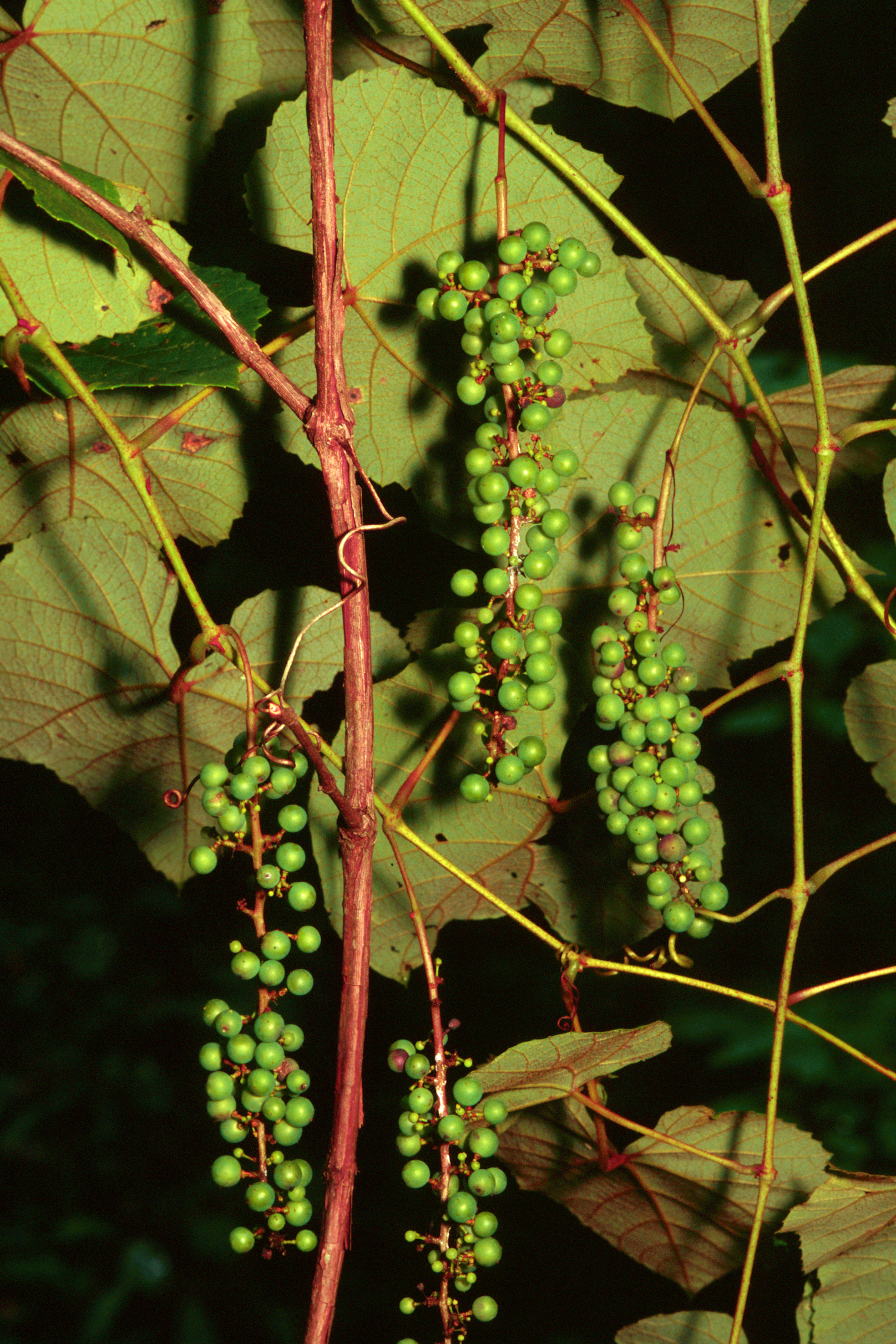
Fruchtstände mit unreifen Früchten

### Vegetative Merkmale
Vitis aestivalis ist eine sommergrüne, verholzende Pflanze, die als meist bis zu 10, seltener bis zu 20 Metern hoch kletternder Strauch (Liane) wächst. Er klettert mit verzweigten Ranken. Die Sprossachsen weisen meist Durchmesser von etwa 2,5 Zentimeter auf, sie können aber bei etwa 100-jährigen Exemplaren bis zu 23 Zentimeter Durchmesser besitzen. Die rötlich-braune Borke löst sich in Streifen ab. 
Die Laubblätter sind in Blattspreite und Blattstiel gegliedert.

### Generative Merkmale
Viele Blüten stehen in rispigen Blütenständen zusammen. Die duftenden Blüten sind gelblich-grün. Die Früchte, es sind Beeren, haben Durchmesser von 0,5 bis 1,2 Zentimeter.
Die Chromosomenzahl beträgt 2n = 38.

## Systematik
Die Erstveröffentlichung on Vitis aestivalis erfolgte 1803 durch André Michaux in Flora Boreali-Americana (Michaux), 2, Seite 230–231. Ein Synonym für Vitis aestivalis Michx. ist Vitis rufotomentosa Small.
Vitis aestivalis ähnelt der Art Vitis lincecumii sehr. Der Forscher U. T. Waterfall äußert daher 1966 in seinem Werk Keys to the Flora of Oklahoma den Vorschlag, dass eine Unterscheidung beider Arten aufgehoben werden sollte. Im Wesentlichen sind die Beeren sowie die Kerne von Vitis lincecumii in der Regel etwas größer. Dem ist aber danach kein Autor gefolgt.
Die Art Vitis aestivalis gehört der Gruppe Aestivales in der Untergattung Euvitis innerhalb der Gattung Weinreben (Vitis).
Von Vitis aestivalis gibt es drei oder vier Unterarten:
- Vitis aestivalis Michx. var. aestivalis (Syn.: Vitis smalliana L.H.Bailey, Vitis aestivalis var. glauca (Munson) L.H.Bailey, Vitis aestivalis var. smalliana (L.H.Bailey) Comeaux, Vitis gigas J.H.Fennel, Vitis lincecumii var. glauca Munson): Sie ist in den US-Bundesstaaten Connecticut, Indiana, Massachusetts, New Hampshire, New Jersey, New York, Ohio, Pennsylvania, Rhode Island, Vermont, West Virginia, Illinois, Kansas, Missouri, Oklahoma, Alabama, Arkansas, Delaware, Florida, Georgia, Kentucky, Louisiana, Maryland, Mississippi, North Carolina, South Carolina, Tennessee, Virginia sowie Texas verbreitet.[5][6]
- Vitis aestivalis var. bicolor Deam (Syn.: Vitis aestivalis var. argentifolia Fernald, Vitis argentifolia Munson ex L.H.Bailey): Sie ist im östlichen bis zentralen Nordamerika verbreitet vom kanadischen südlichen Ontario über die US-Bundesstaaten Connecticut, Indiana, Massachusetts, Michigan, New Hampshire, New York, Ohio, Pennsylvania, Rhode Island, Vermont, West Virginia, Illinois, Iowa, Minnesota, Missouri, Wisconsin, Alabama, Georgia, Kentucky, Maryland, North Carolina, nordwestlichen South Carolina, Tennessee bis Virginia verbreitet.[5][7]
- Vitis aestivalis var. lincecumii (Buckley) L.H.Bailey (Syn.: Vitis lincecumii Buckley): Sie kommt nur in den südlichen US-Bundesstaaten westliches Louisiana sowie Texas vor.[5]

## Verwendung
Der Indianerstamm der Cherokee nutzte bereits eine „Spielart“ von Vitis aestivalis im Rahmen religiöser Rituale.